# Айвазян, Галина Николаевна
Гали́на Никола́евна Айвазя́н (урожд. Галко́вская; род. 17 августа 1930) — поэтесса-песенница.

## Биография
Окончила Московский химико-фармацевтический техникум. С 1951 года жила в Черниговке (Приморский край), где работала пионервожатой, учительницей химии и биологии, окончила Учительский институт во Владивостоке. Затем жила в Китае по месту службы мужа.
Вернувшись в Москву, с отличием окончила вечерний рабкоровский факультет Московского университета, была нештатным корреспондентом нескольких газет и журналов.
В 1963—2013 годы работала фармацевтом в аптеке 4-го главного управления. Гонорары за исполнение песен отдаёт в благотворительные фонды.

### Семья
Отец — Николай Яковлевич Галковский (1905—1937), советский полярный лётчик; мать — Лидия Галковская.
Муж (с 1948) — Завен Татевосович Айвазян (1924—2008), военный лётчик;
- сын — Сергей (Тигран)[1].

## Творчество
Стихи для песен пишет с 1988 года. В общей сложности в соавторстве написала более трёхсот песен, пятнадцать из которых стали лауреатами различных российских и международных конкурсов. В числе её песен:
- «Я — снег», «Непутевый» (композитор Борис Емельянов);
- «Твоим глазам не верю»[3]

Песни на её стихи исполняют Ольга Зарубина, Филипп Киркоров, Иосиф Кобзон, Алёна Апина, Екатерина Шаврина, Светлана Русская, Вячеслав Добрынин, Любовь Привина, Феликс Царикати, Саша Айвазов, Александр Ковалевский, Игорь Наджиев.

## Награды
Золотой знак милосердия от матери Терезы (1989).